# NSVS 14256825
Désignations
NSVS 14256825 (également connu sous le nom de V1828 Aquilae) est une binaire à éclipses (de type Algol) située dans la constellation de l'Aigle. Le système comprend une étoile sous-naine de type O et une naine rouge. Les deux étoiles orbitent l'une autour de l'autre toutes les 2,648 976 heures. D'après la parallaxe stellaire du système, observée par le satellite Gaia, le système se situe à environ ∼ 2 700 a.l. (∼ 828 pc) de la Terre.

## Nomenclature
Le système est plus souvent désigné par sa désignation du Northern Sky Variability Survey (NSVS), un relevé d'étoiles avec des magnitudes apparentes comprises entre 8 et 15,5. Elle porte également la désignation d'étoile variable V1828 Aquilae.

## Variations temporelles
NSVS 14256825 a été extrêmement bien étudiée à l'aide de la photométrie, mais les modèles qui en résultent se contredisent souvent, même avec une signification statistique similaire, ou avec des données collectées plus tard. De nombreuses études ont montré que ce système orésente des variations de synchronisation des éclipses significatives, cycliques et non explicables par d'autres mécanismes stellaires tels que le mécanisme Applegate (en). En 2012, il a été constaté que l'orbite du système augmenterait à un rythme de 12 × 10-12 jours par orbite.
Initialement, en 2012, il a été affirmé que deux planètes géantes étaient en orbite autour du système binaire, avec des masses de 2,9 à 8,1 MJ en orbite avec des périodes de 3,5 à 6,9 ans respectivement. Un autre article affirmait l'existence d'une planète d'une masse 12 fois supérieure à celle de Jupiter, sur une orbite de 20 ans. Cependant, des études ultérieures ont abouti à des résultats différents avec des masses allant jusqu'à 15 MJ et des périodes allant jusqu'à 8,83 ans. Les études ne s'accordent pas non plus sur la question de savoir si un corps substellaire peut expliquer les variations de synchronisation des éclispes, ou si des compagnons supplémentaires sont nécessaires, mais des recherches supplémentaires sont nécessaires pour obtenir une meilleure couverture des données.